# 玉里慈惠堂
玉里慈惠堂，臺灣花蓮縣玉里鎮廟宇，主祀金母娘娘。1958年由台東縣鹿野鄉的寶華山慈惠堂分靈而來。:216-217

## 沿革
台灣西王母娘娘信仰源自民國38年（1949年），發端於吉安鄉的花蓮勝安宮。花蓮勝安宮在民國39年（1950年）起，因信眾意見不一而分為兩派，「勝安宮」系統分得王母娘娘金身，信徒得穿黃衫道服、「慈惠堂」系統則分得香爐，信眾以著青衣為幟，而不同於「勝安宮」敬稱主祀神明為「王母娘娘」，「慈惠堂」一派多尊稱為「瑤池金母」或「金母娘娘」。:119
民國47年（1958年），花蓮縣玉里鎮有章阿生、王阿財與簡金妹赴台東縣鹿野鄉的寶華山慈惠堂，迎奉寶華山慈惠堂的令旗至簡金妹玉里鎮處住家立壇，遂吸引周遭的居民來朝拜，漸成金母娘娘的信徒。民國48年（1959年）四月，該壇雕有金母娘娘神像，並於同年孟冬正式成立「玉里慈惠堂」。:216-217
玉里慈惠堂發展日益蓬勃，由於信眾漸多，場地不敷使用；民國55年（1966年），許榮壽出任主任委員募集建堂經費，新建的玉里慈惠堂順利於農曆12月22日入火安座，該日也被信眾選定為堂慶。每逢堂慶，信眾皆會依循傳統、穿著青色道服來慶賀。此外，玉里慈惠堂每年亦會參予農曆3月23日媽祖聖誕及農曆6月23日關聖帝君誕辰的遶境活動。:216-217

## 圖輯

玉里慈惠堂
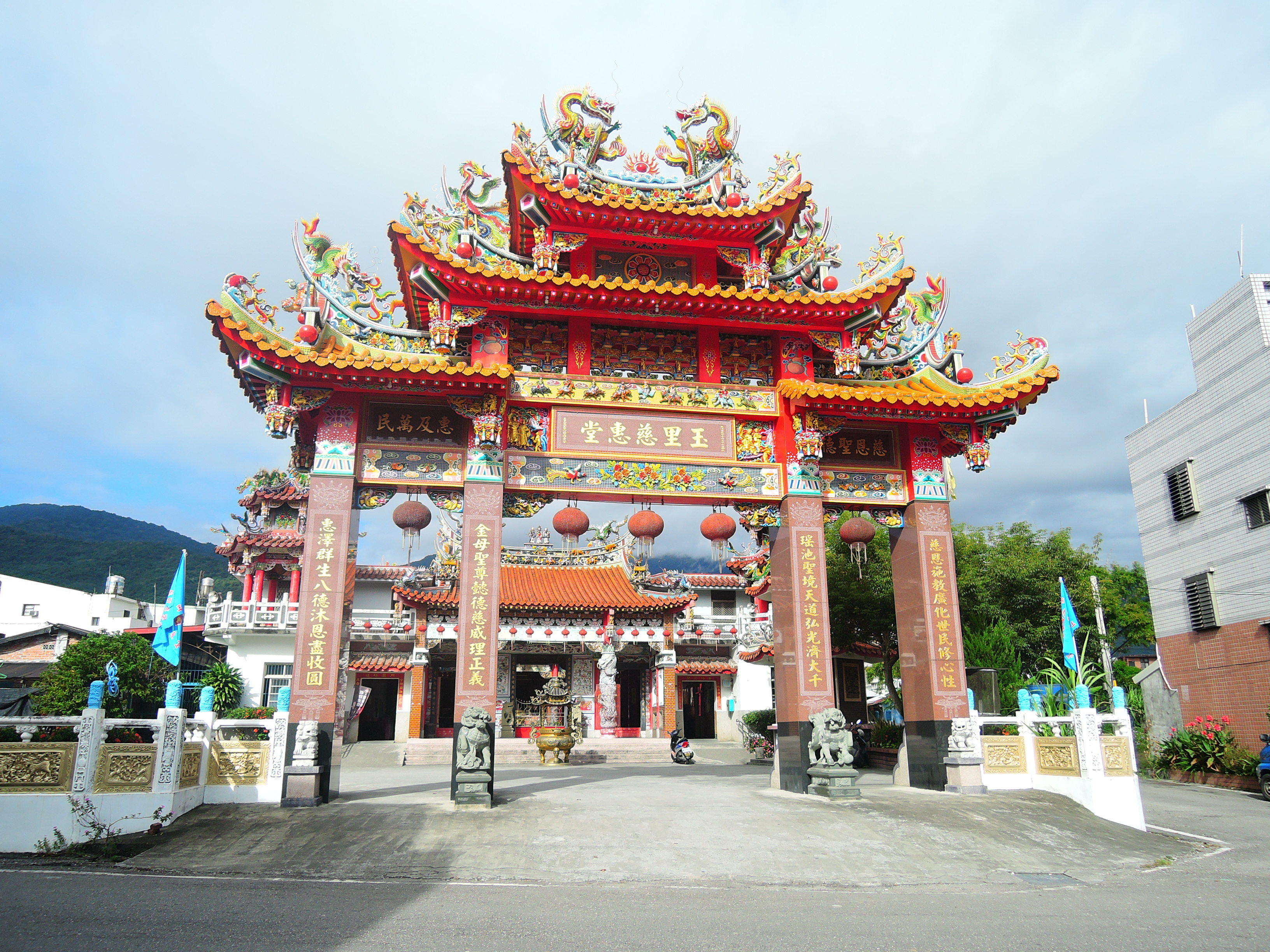
牌樓
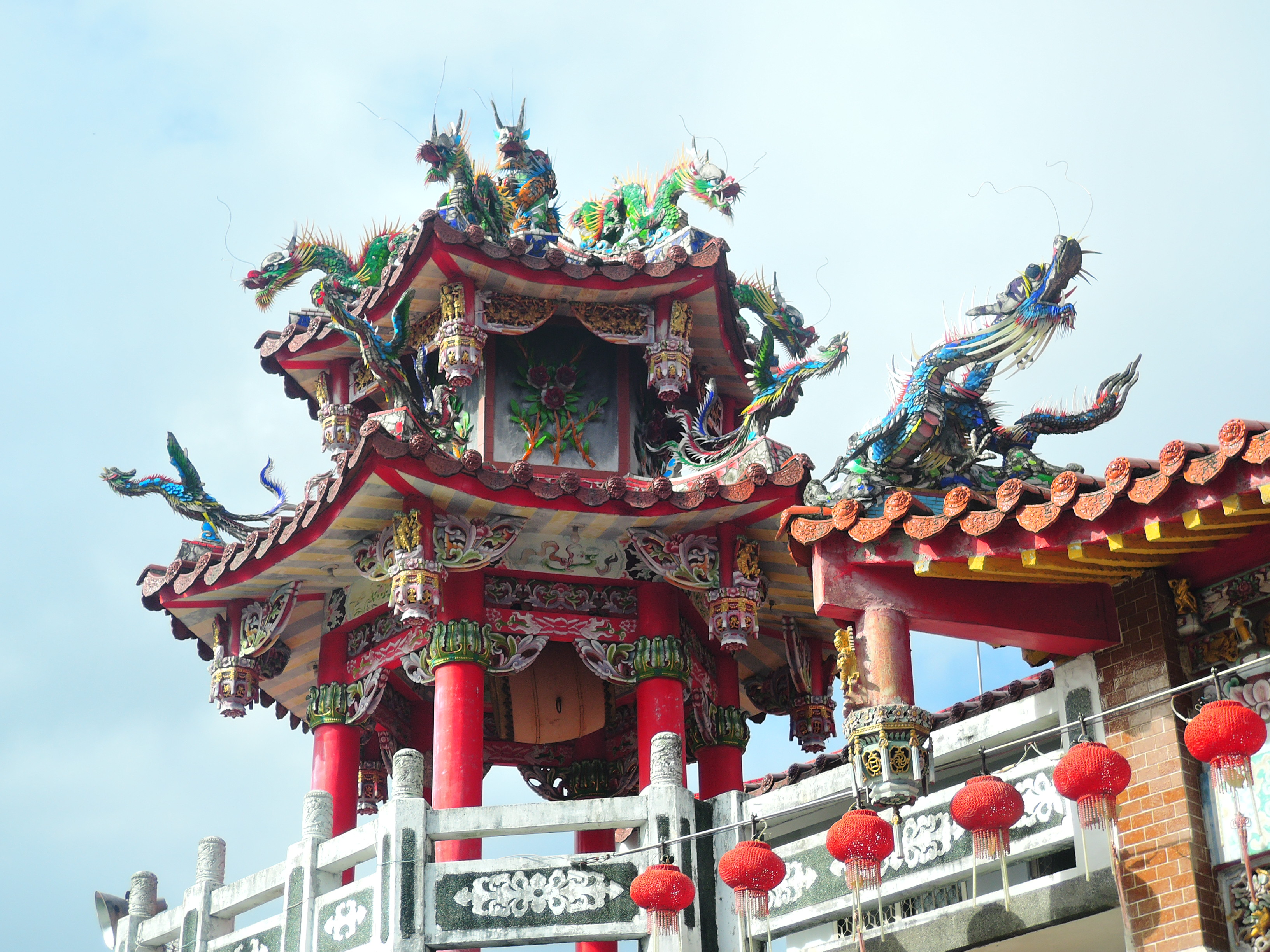
二樓鼓亭
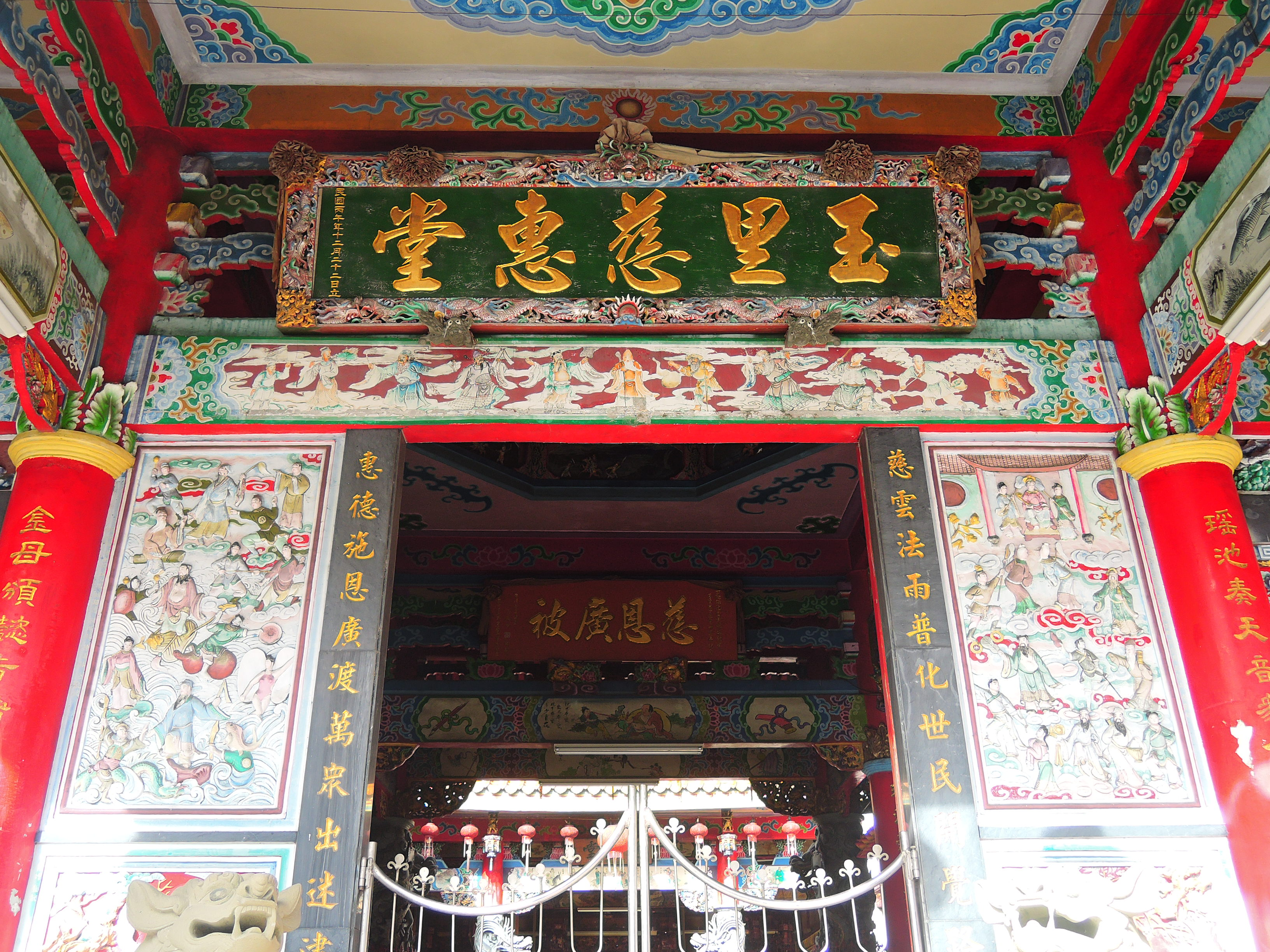
堂號匾額
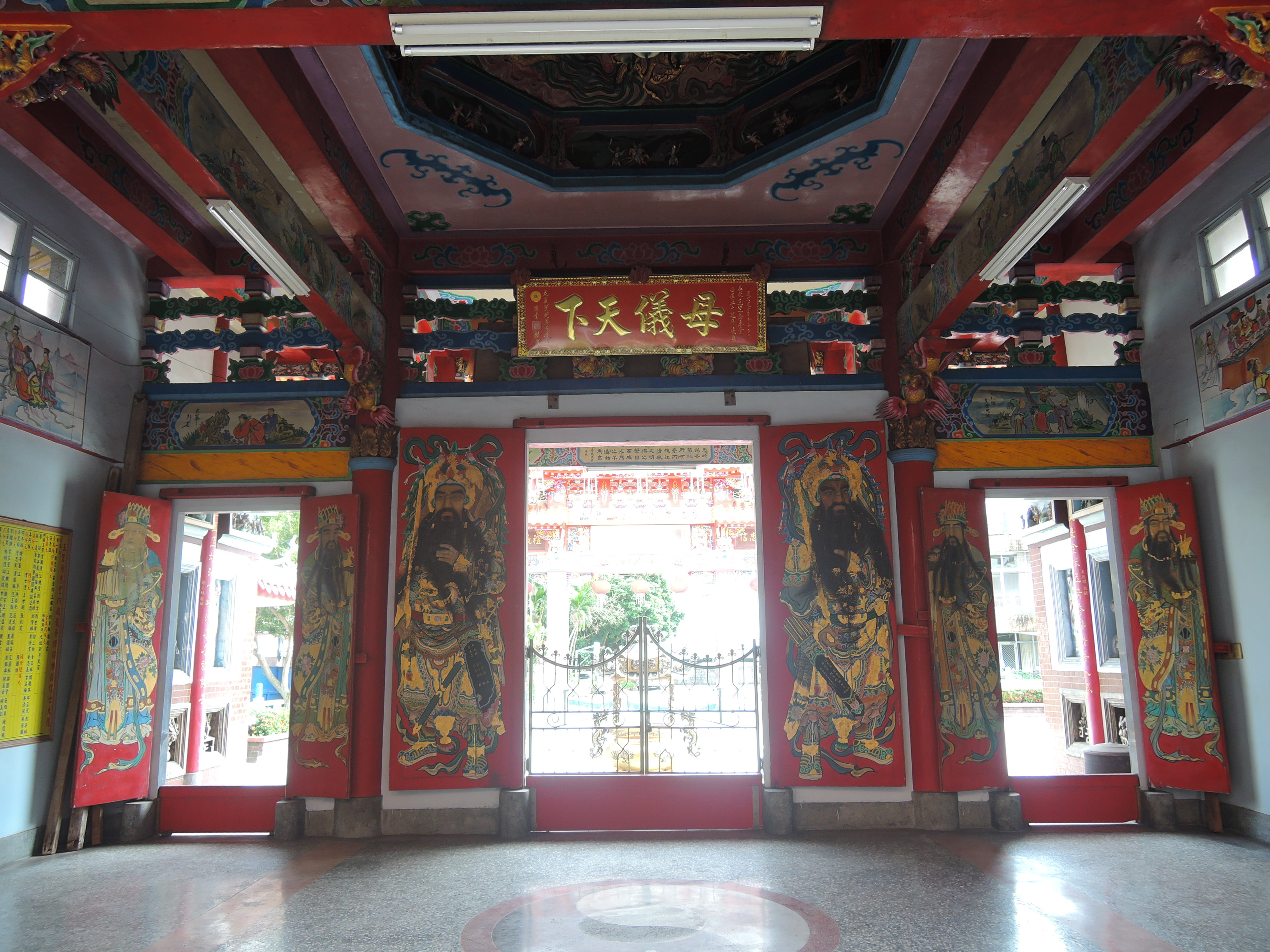
門神彩繪
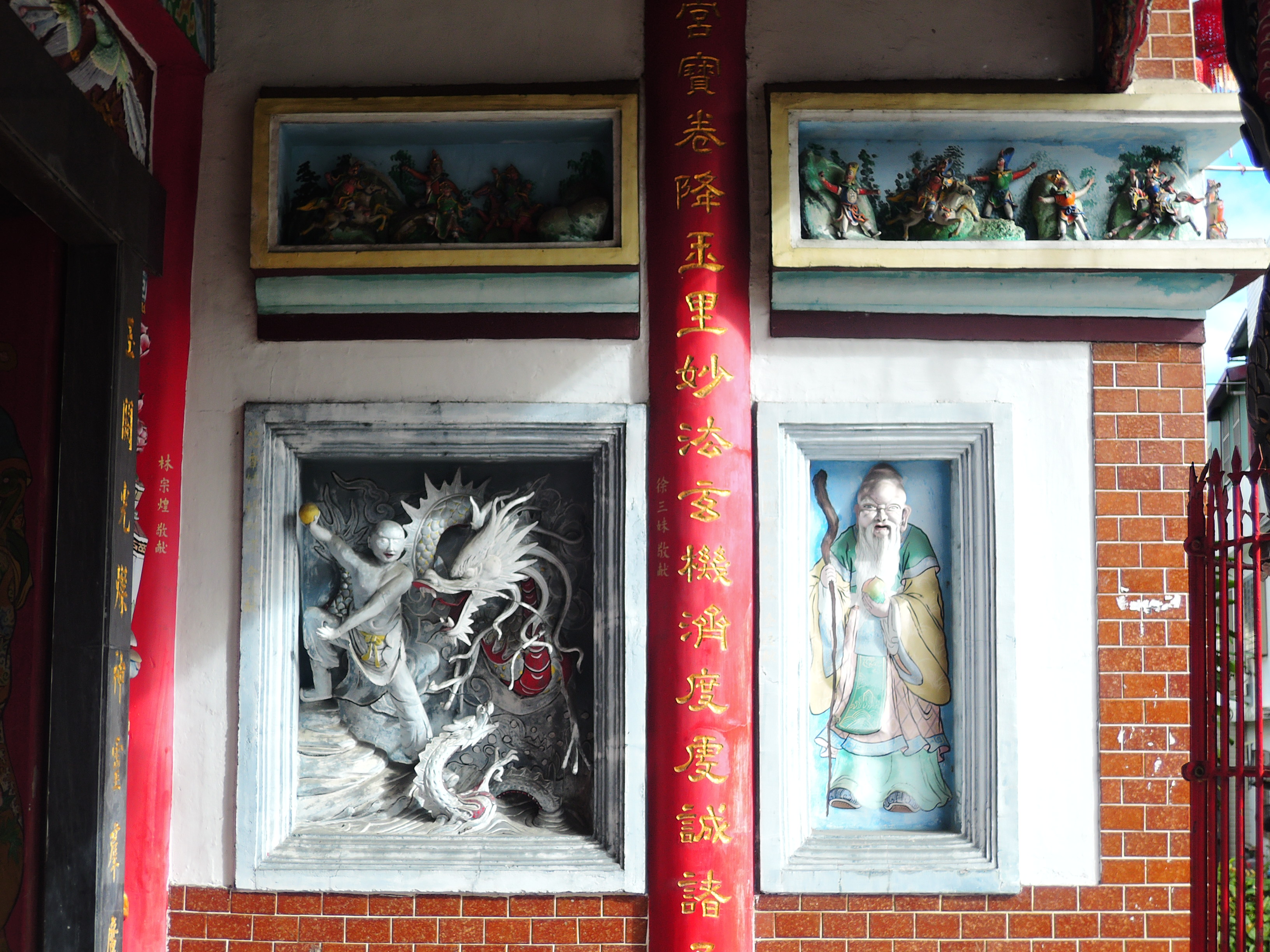
牆堵浮雕、對聯
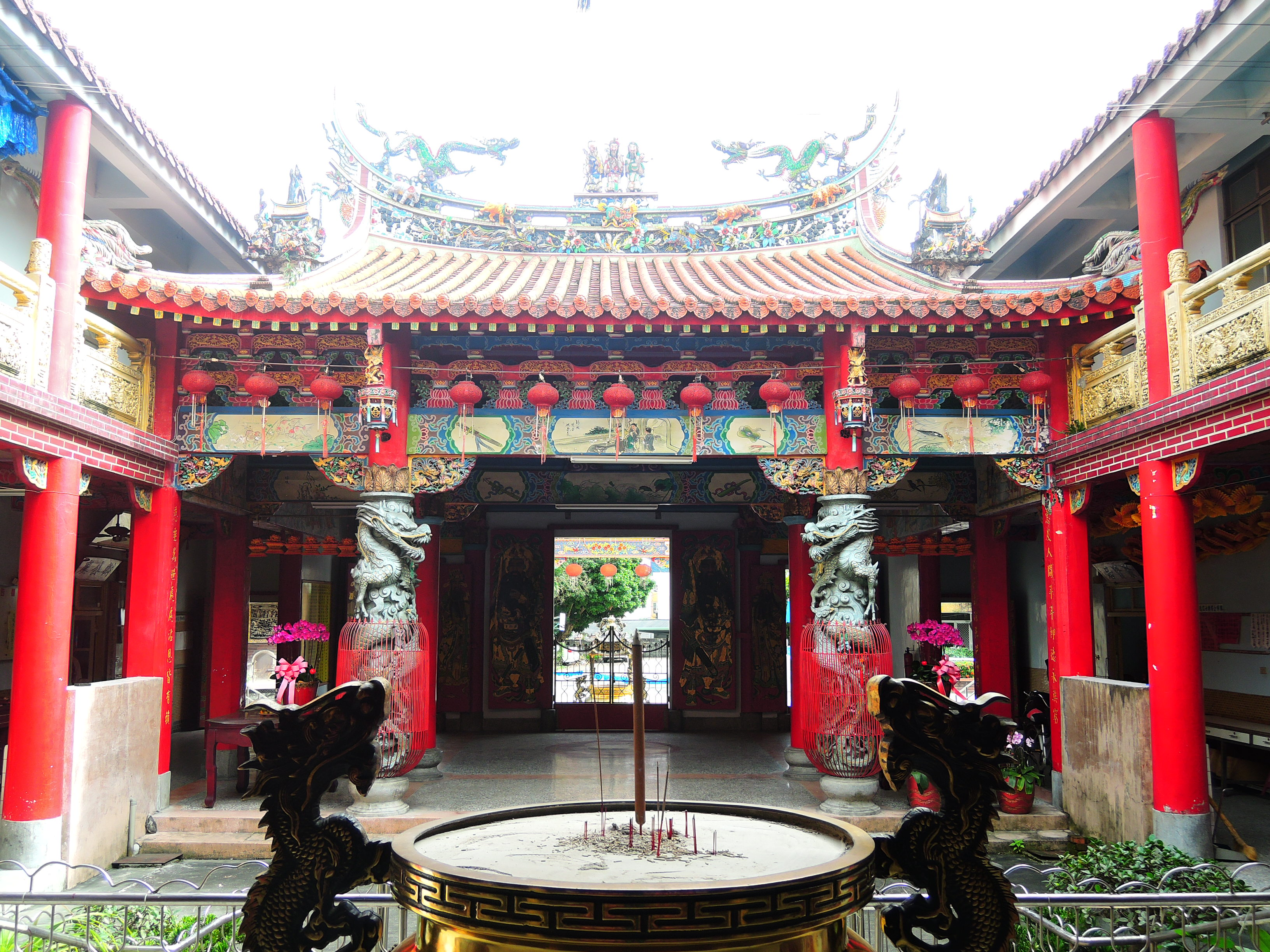
金爐、中庭、門神
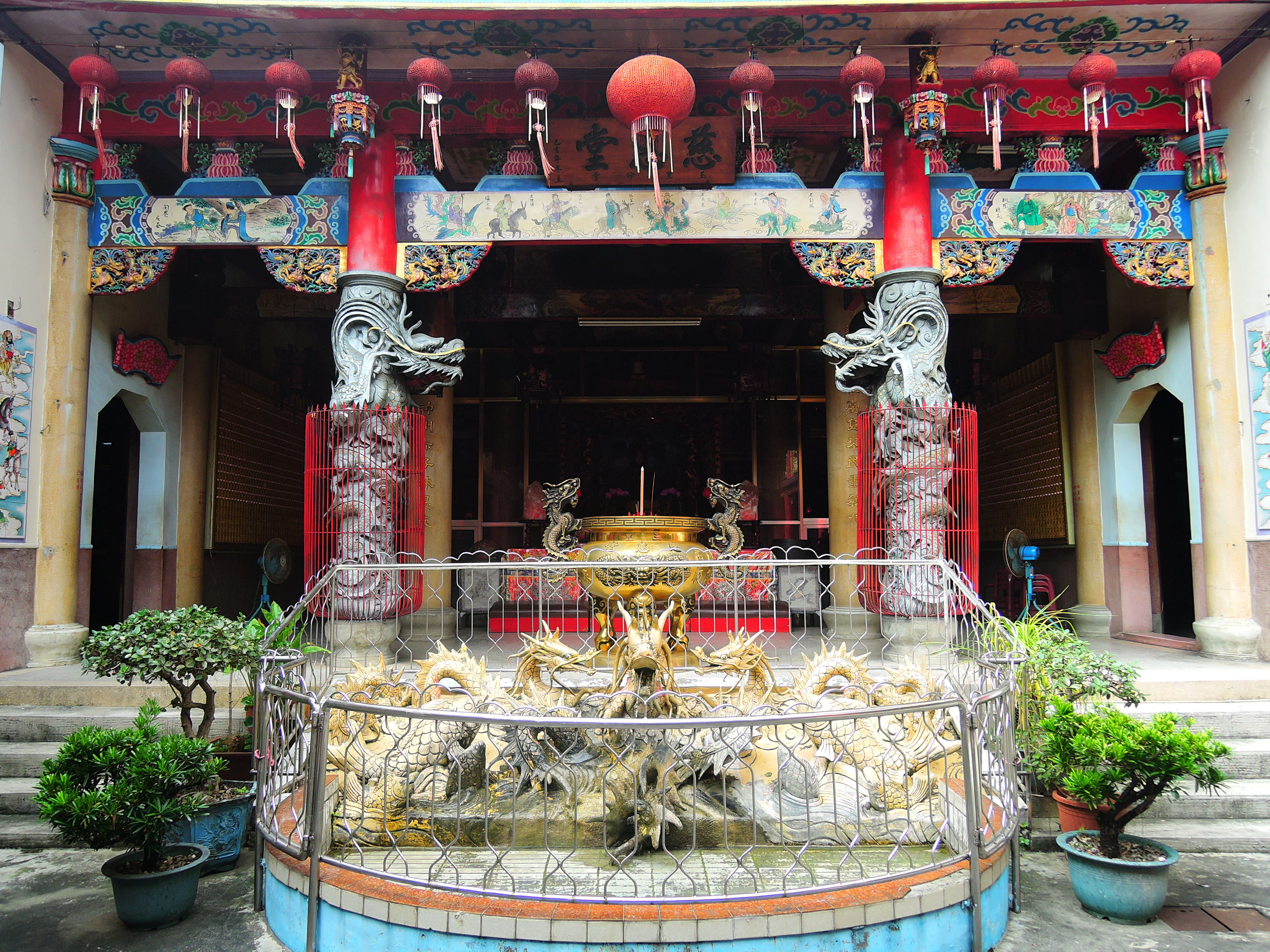
中庭、龍柱、御龍石
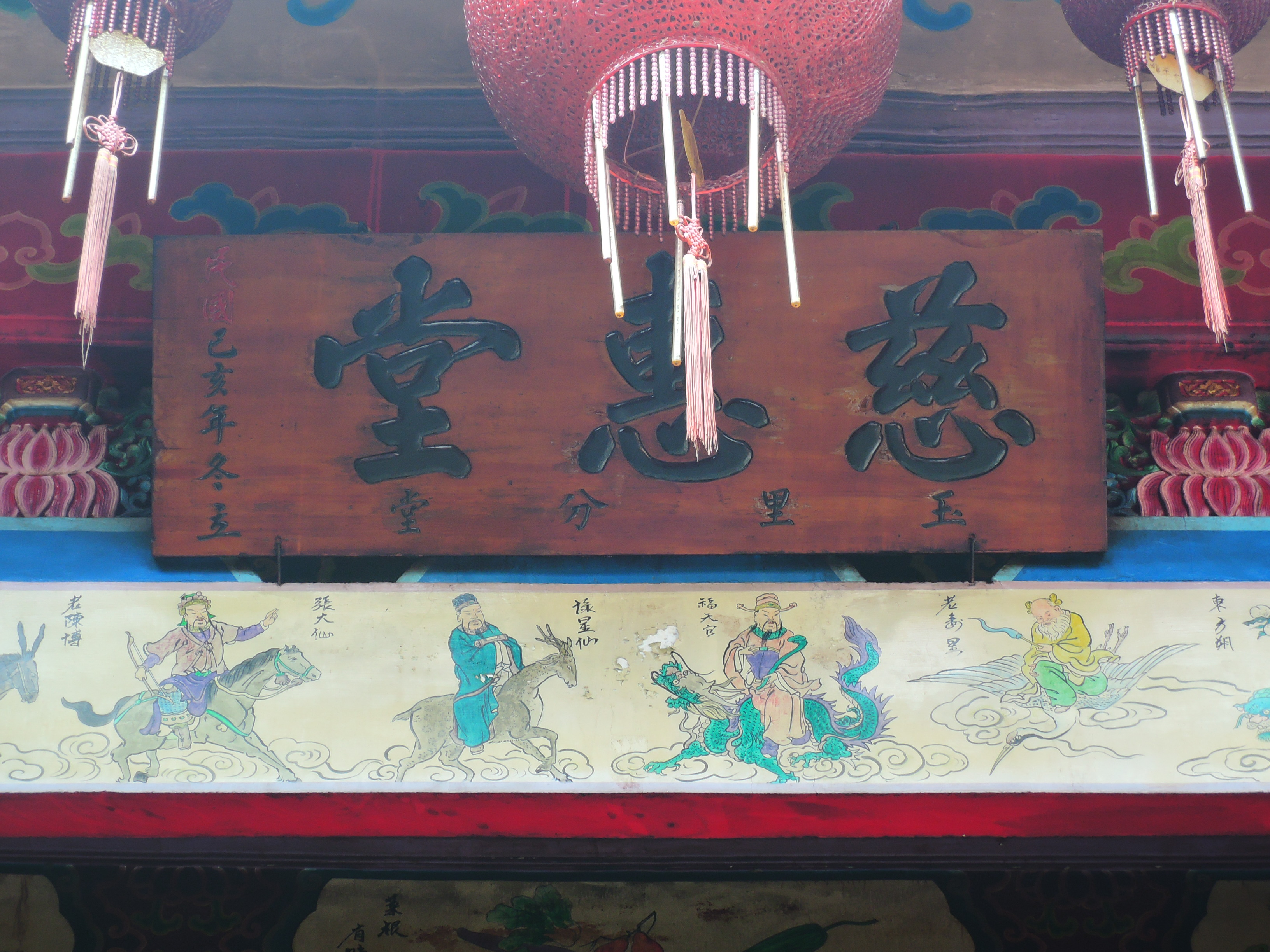
分堂匾額
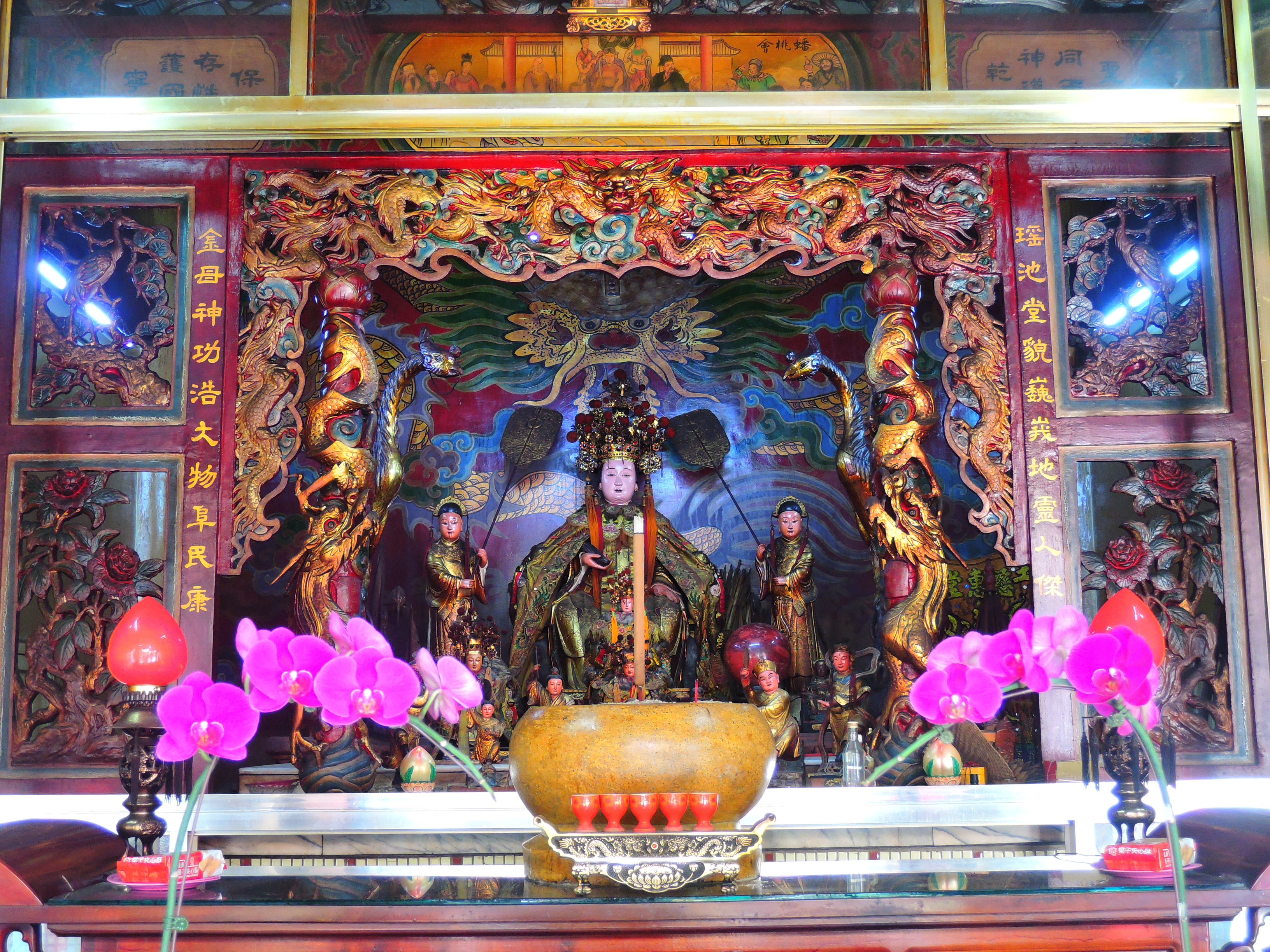
正殿金母娘娘像
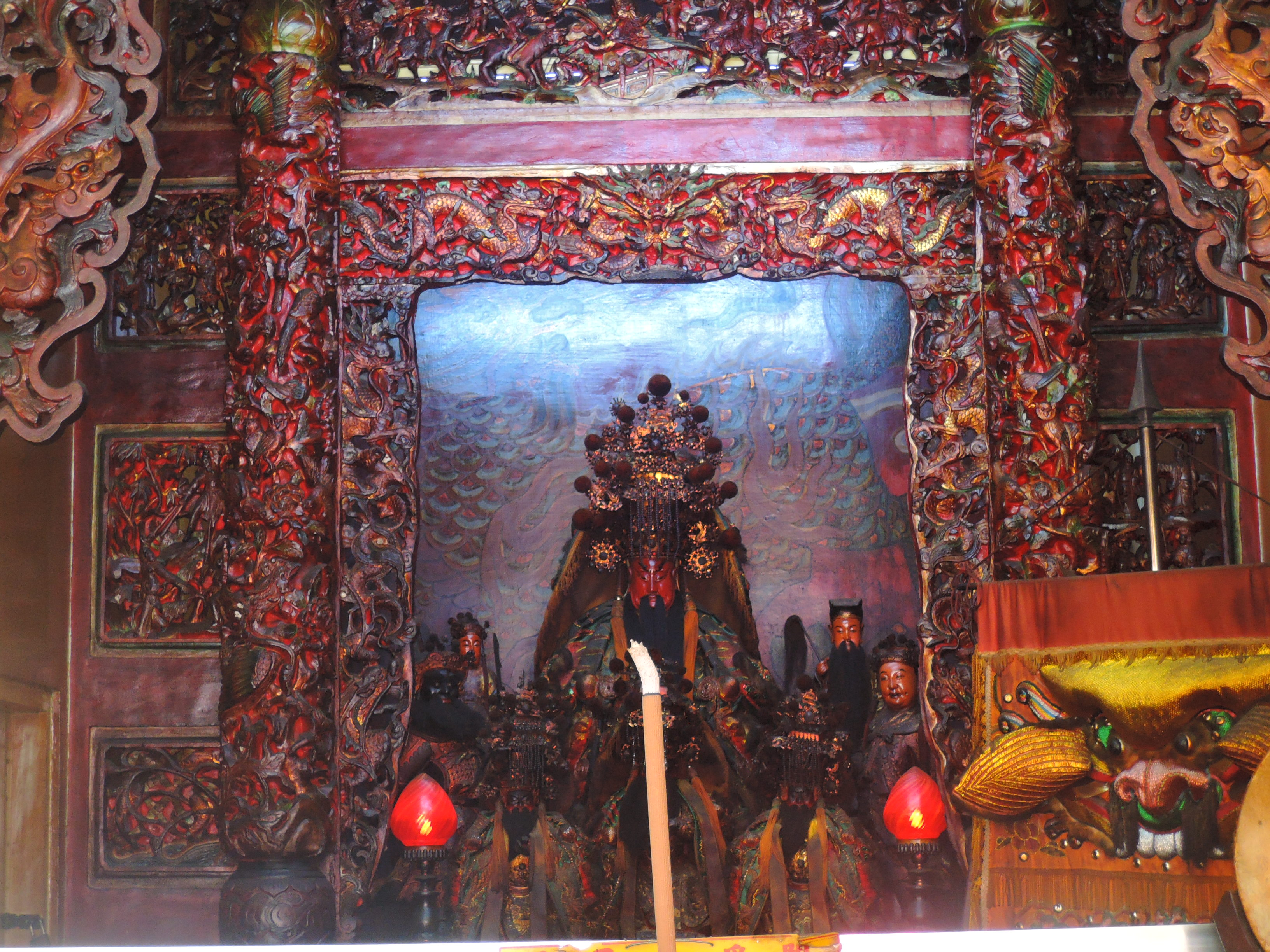
關聖帝君像
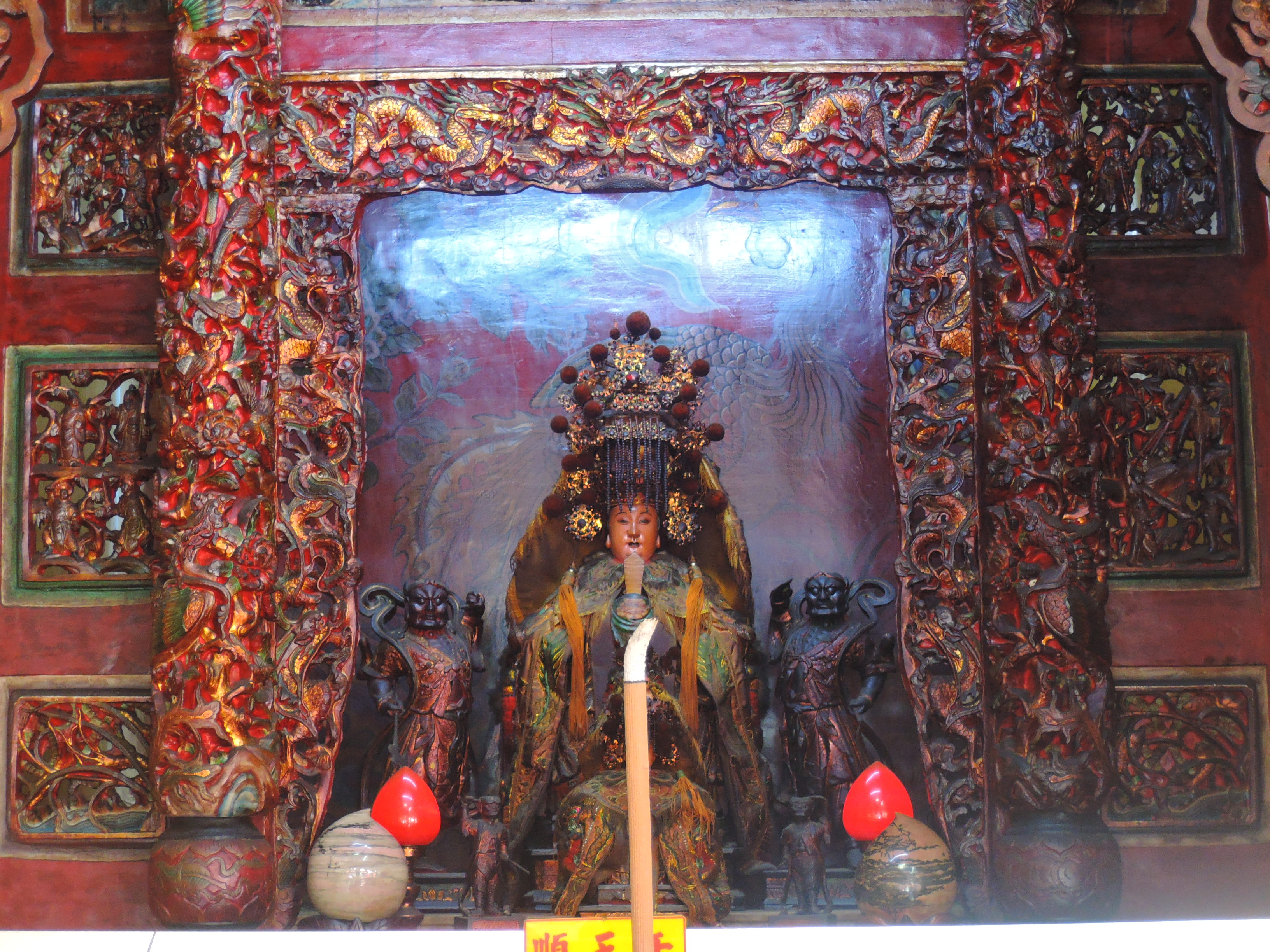
天上聖母像

23°19′39″N 121°18′51″E / 23.327464°N 121.31409°E